# Sinfonia n. 1 (Bruckner)
La Sinfonia n. 1 in do minore è una sinfonia di Anton Bruckner.

## Movimenti
La sinfonia ha quattro movimenti.
1. Allegro (do minore)
2. Adagio (la bemolle maggiore)
3. Scherzo: Lebhaft (sol minore)– Trio: Langsam (sol maggiore)
4. Finale: Bewegt und feurig (do minore)

La scelta delle tonalità per i primi due movimenti rispecchia la scelta di Beethoven per la sua Quinta Sinfonia, ma Bruckner ha i timpani riaccordati in la bemolle e mi bemolle.

## Discografia selezionata
La prima registrazione commerciale è stata da Fritz Zaun con l'Orchestra dell'Opera di Stato di Berlino nel 1934. Includeva solo lo scherzo, nella prima versione pubblicata del 1893.
La prima registrazione commerciale di tutta la sinfonia è stata di Volkmar Andreae con la Lower Austrian Tonkünstler Orchestra nel 1950, utilizzando anche la prima versione pubblicata.

### Bozza iniziale del 1865/1866
C'è una sola registrazione commercialmente disponibile del primo Adagio e Scherzo:
- Ricardo Luna, Bruckner unknown, CD Preiser Records PR 91250, 2013 (trascrizione per orchestra da camera)

### Versione del 1865/1866 (di Linz)
- Václav Neumann dirige la Gewandhausorchester Leipzig, Eterna  8 25 621, 1974
- Georg Tintner dirige la Royal Scottish National Orchestra, registrazione in studio, Naxos, 1998
- Gerd Schaller dirige la Philharmonie Festiva, registrazione dal vivo, Profil PH 12022, 2011

### Versione del 1877/1884 (di Linz revisionata)
- Georg-Ludwig Jochum dirige la Berlin Radio Symphony Orchestra, registrazione dal vivo, Tahra, 1956 (Haas/1877)
- Eugen Jochum dirige i Berliner Philharmoniker, Deutsche Grammophon, 1966 (Nowak/1877)
- Eugen Jochum dirige la Staatskapelle di Dresda, EMI, 1978 (Nowak/1877)
- Wolfgang Sawallisch dirige l'Orchestra di Stato della Baviera, Orfeo, 1984 (Haas/1877)
- Eliahu Inbal dirige l'Orchestra Sinfonica della Radio di Francoforte, Teldec, 1987 (Nowak/1877)
- Takashi Asahina dirige l'Osaka Philharmonic Orchestra, Canyon, 1994 (Haas/1877)
- Stanisław Skrowaczewski dirige l'Orchestra Sinfonica della Radio di Saarbrücken, Arte Nova/Oehms Classics, 1995 (Nowak/1877)

### Versione del 1891 (di Vienna)
- Volkmar Andreae dirige l'Orchestra Sinfonica di Stato dell'Austria, Forgotten Records, 1950 (Doblinger/1893)
- F. Charles Adler dirige la Vienna Orchestra Society, Forgotten Records, 1955 (Doblinger/1893)
- Günter Wand dirige l'Orchestra Sinfonica della Radio di Cologna, EMI, 1981 (Brosche/1980)
- Riccardo Chailly dirige la Berlin Radio Symphony Orchestra Berlin, London/Decca CD 475 331-2, 1987 (Brosche/1980)
- Leon Botstein dirige l'American Symphony Orchestra, American Symphony Download, 2003 (Brosche/1980)
- Claudio Abbado dirige l'Orchestra del Festival di Lucerna, ACCENTUS Music, 2012 (Brosche/1980)
- Gerd Schaller dirige la Philharmonie Festiva, registrazione dal vivo, Profil PH19084, 2019 (Nowak)